# Camí de la Pedra Estela
El Camí de la Pedra Estela és un camí del terme de Reus a la comarca catalana del Baix Camp.
S'inicia al Passeig de Misericòrdia i travessa l'avinguda de sant Bernat Calvó, s'encreua després amb el Camí dels Morts vora del Mas del Barrera, passa vora el Mas de Borràs, d'on n'arrenca cap a ponent el Camí de la Font del Carbonell, i baixa fins al Mas de Valls. A la vora d'aquest camí van descobrir un sepulcre romà, ja en terres del Mas de Valls. El nom del camí és relativament recent, cosa que fa pensar que pot venir dels descobriments d'enterraments d'època romana fets a finals del segle xviii o començaments del XIX. Antigament es deia "Camí de l'Aljub" o "de la Capella".